# Doroțcaia
Doroţcaia (ryska: Дороцкое) är en ort i Moldavien. Den ligger i distriktet Raionul Dubăsari, i den centrala delen av landet, i en slinga av floden Dnestr i regionen Transnistrien. Doroţcaia ligger 69 meter över havet och antalet invånare är 3 206.
Terrängen runt Doroţcaia är platt. Trakten runt Doroţcaia består till största delen av jordbruksmark.